# Garbagna Novarese
Garbagna Novarese es una localidad y comune italiana de la provincia de Novara, región de Piamonte, con 1.298 habitantes.

## Evolución demográfica
| Gráfica de evolución demográfica de Garbagna Novarese entre 1861 y 2001 |
|                                                                         |
| Fuente ISTAT - elaboración gráfica de Wikipedia                         |